# Вана-Отепяэ
Ва́на-О́тепяэ (эст. Vana-Otepää) — деревня в волости Отепя уезда Валгамаа, в юго-восточной части Эстонии.

## География и описание
Расположена в южной части Эстонии, в 44 километрах к северо-востоку от уездного центра — города Валга. Граничит с волостным центром — городом Отепя. Высота над уровнем моря — 136 метров.
Климат умеренный. Официальный язык — эстонский. Почтовый индекс — 67418.

## Население
По данным переписи населения 2021 года, в Вана-Отепяэ насчитывалось 120 жителей, из них 118 (98,3 %) — эстонцы.
По данным переписи населения 2011 года, в деревне проживали 79 человек, из них 76 (96,2 %) — эстонцы.
Численность населения деревни Вана-Отепяэ по данным переписей населения:
| Год  | 1959 | 1970  | 1979  | 1989  | 2000  | 2011  | 2021  |
| ---- | ---- | ----- | ----- | ----- | ----- | ----- | ----- |
| Чел. | 158  | ↘ 133 | ↗ 223 | ↘ 148 | → 148 | ↘ 135 | ↘ 120 |

## История
Вероятно ещё в XIII веке недалеко от построенного в 1224 году замка Оденпе (нем. Schloß Odenpäh) была основана мыза Шлосс-Оденпэ, (старорусс. Шлоссъ-Оденпэ, эст. Wana Otepää mõis, в 1582 году упоминается как Odempe). На своё нынешнее место она была перенесена не позднее середины XVII века, когда возник новый тип усадебного хозяйства и возникла потребность в сельскохозяйственных угодьях вокруг мызы. Название Вана-Отепяэ появилось в письменных источниках лишь тогда, когда возникла необходимость во взаимном уточнении названий двух волостей: основанной основанной в 1866 году Отепеской (Старо-Отепеской) волости (нем. Alt-Odenpäh, Вана-Отепяэ, эст. Vana-Otepää vald) и основанной в 1869 году Ново-Отепеской волости (нем. Neu-Odenpäh, Вастсе-Отепяэ, эст. Vastse-Otepää vald). В 1920-х годах, в результате земельной реформы, на землях бывшей мызы было основано поселение Вана-Отепяэ (эст. Vana-Otepää asundus, в источниках 1922 года упоминается как деревня Отепяэ (эст. Otepää küla)), в 1977 году получившее статус деревни. В состав современной деревни Вана-Отепяэ также входит и историческая деревня Отепяэ, состоящая из старинных хуторов.